# Provinciale weg 358
De provinciale weg 358 (N358) is een provinciale weg in de provincie Friesland. De weg verloopt van Frieschepalen via Buitenpost naar Holwerd, waar de weg aansluit op de N356. Onderweg sluit de weg bij Frieschepalen aan op de A7 richting Groningen en Heerenveen, bij Buitenpost wordt de N355 gekruist.
De weg is uitgevoerd als tweestrooks-gebiedsontsluitingsweg met buiten de bebouwde kom een maximumsnelheid van 100 km/h. In de gemeente Smallingerland heet de weg De Skieding, wat Fries is voor 'De Scheiding'. In de gemeente Achtkarspelen heet de weg De Skieding, Koartwâld, Uterwei, Bruggelaan en Lauwersmeerweg en in de gemeente Noardeast-Fryslân heet de weg eveneens Lauwersmeerweg. In diezelfde gemeente draagt de weg ook de namen Sylsterwei, Mounebuorren, Dodingawei, Humaldawei, Dongerawei, Holwerterdyk en Tenaarderwei.

## Toekomst
De provincie Friesland gaat de weg vanaf de aansluiting met de A7 tot aan Buitenpost aanpassen. Inmiddels is het eerste gedeelte van Buitenpost tot Augustinusga gereed. Later gaat de provincie bezig met het gedeelte van Augustinusga tot Surhuisterveen. Er zal onder andere een ovatonde bij Surhuizum verrijzen, waardoor er meerdere huidige kruisingen komen te vervallen.  Als laatste gaat de provincie bezig met het gedeelte van Surhuisterveen tot de A7, ook wel De Skieding genoemd.

## Trivia
Tussen Frieschepalen en Surhuisterveen verloopt de weg precies over de grens tussen de provincies Friesland en Groningen. De straatnaam De Skieding (De Scheiding) refereert hieraan.
N34 · N46 · N351 · N353 · N354 · N355 · N356 · N357 · N358 · N359 · N360 · N361 · N362 · N363 · N364 · N365 · N366 · N367 · N368 · N369 · N370 · N371 · N372 · N373 · N374 · N375 · N376 · N377 · N378 · N379 · N380 · N381 · N382 · N383 · N384 · N385 · N386 · N387 · N388 · N390 · N391 · N392 · N393 · N398

N851 · N852 · N853 · N854 · N855 · N856 · N857 · N858 · N860 · N861 · N862 · N863 · N865 · N910 · N913 · N917 · N918 · N919 · N924 · N927 · N928 · N962 · N963 · N964 · N966 · N967 · N969 · N972 · N973 · N974 · N975 · N976 · N977 · N978 · N979 · N980 · N981 · N982 · N983 · N984 · N985 · N986 · N987 · N988 · N989 · N990 · N991 · N992 · N993 · N994 · N995 · N996 · N997 · N998 · N999

Cursief vermelde wegen zijn voormalige provinciale wegen.